# Nhà thờ Chúa Ba Ngôi ở Kraków (Phố Stolarska)
Nhà thờ Chúa Ba Ngôi ở Kraków (tiếng Ba Lan: Kościół Świętej Trójcy w Krakowie (ul. Stolarska)) là một trong những nhà thờ Công giáo La Mã ở Phố cổ Kraków, tọa lạc ở số 12 phố Stolarska, Kraków, Ba Lan. Thánh đường này có tên trong danh sách các di tích văn hóa của Ba Lan.

## Lịch sử
| Mốc lịch sử | Mô tả |
| ----------- | --- |
| Thế kỷ 13   | Sau cuộc xâm lược của người Tatar vào năm 1241, các tu sĩ dòng Đa Minh đã xây dựng một nhà thờ và tu viện theo kiểu Gothic. |
| Thế kỷ 14   | Cả nhà thờ và tu viện đều được xây dựng lại và mở rộng thêm về quy mô. |
| Thế kỷ 15   | Cả nhà thờ và tu viện đều được xây dựng lại và mở rộng thêm về quy mô. |
| Thế kỷ 17   | Trước năm 1850, nhà thờ Chúa Ba Ngôi ở Kraków nổi bật với một tòa tháp chuông bằng gạch ở phía trước mặt tiền nhà thờ. Nhà thờ đã trải qua một trận hỏa hoạn khủng khiếp vào năm 1850, nên toàn bộ nội thất bị cháy rụi. Sau đó, công việc tái thiết nhà thờ được tiến hành từ năm 1850 đến năm 1884. Lúc bấy giờ, kiến trúc sư Teofil Żebrawski đảm nhiệm công việc này. Tòa tháp chuông cũng buộc phải tháo dỡ do có nguy cơ đổ sập. |
| Thế kỷ 18   | Trước năm 1850, nhà thờ Chúa Ba Ngôi ở Kraków nổi bật với một tòa tháp chuông bằng gạch ở phía trước mặt tiền nhà thờ. Nhà thờ đã trải qua một trận hỏa hoạn khủng khiếp vào năm 1850, nên toàn bộ nội thất bị cháy rụi. Sau đó, công việc tái thiết nhà thờ được tiến hành từ năm 1850 đến năm 1884. Lúc bấy giờ, kiến trúc sư Teofil Żebrawski đảm nhiệm công việc này. Tòa tháp chuông cũng buộc phải tháo dỡ do có nguy cơ đổ sập. |
| Thế kỷ 19   | Trước năm 1850, nhà thờ Chúa Ba Ngôi ở Kraków nổi bật với một tòa tháp chuông bằng gạch ở phía trước mặt tiền nhà thờ. Nhà thờ đã trải qua một trận hỏa hoạn khủng khiếp vào năm 1850, nên toàn bộ nội thất bị cháy rụi. Sau đó, công việc tái thiết nhà thờ được tiến hành từ năm 1850 đến năm 1884. Lúc bấy giờ, kiến trúc sư Teofil Żebrawski đảm nhiệm công việc này. Tòa tháp chuông cũng buộc phải tháo dỡ do có nguy cơ đổ sập. |
| Thế kỷ 21   | Nhà thờ được trùng tu vào năm 2018. |

## Hình ảnh

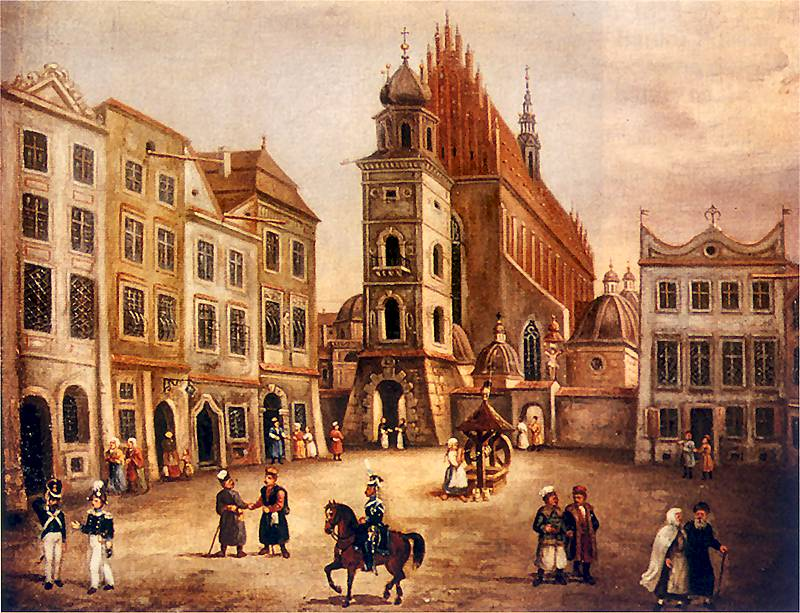
Trước năm 1850
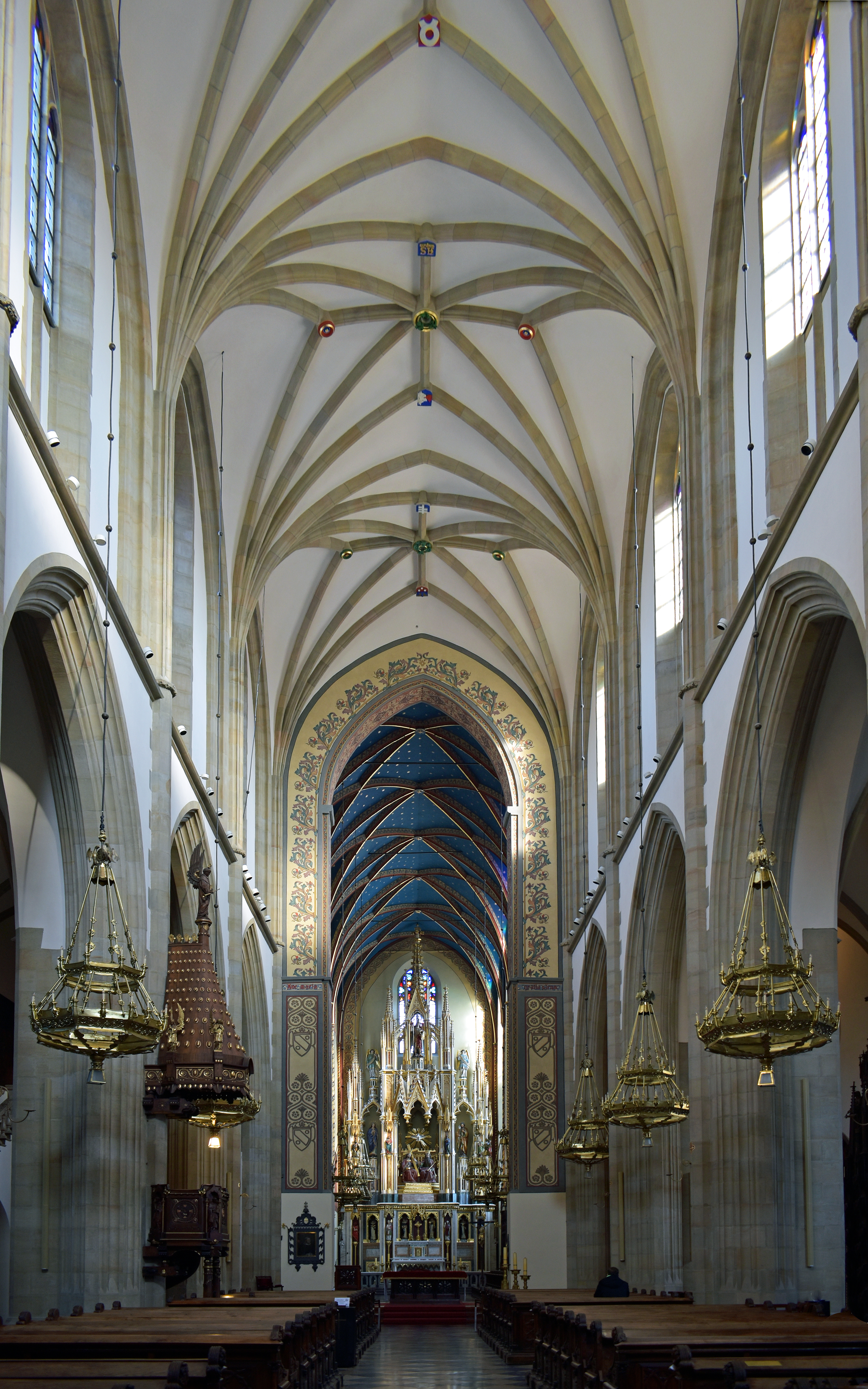
Lễ đường (2021)
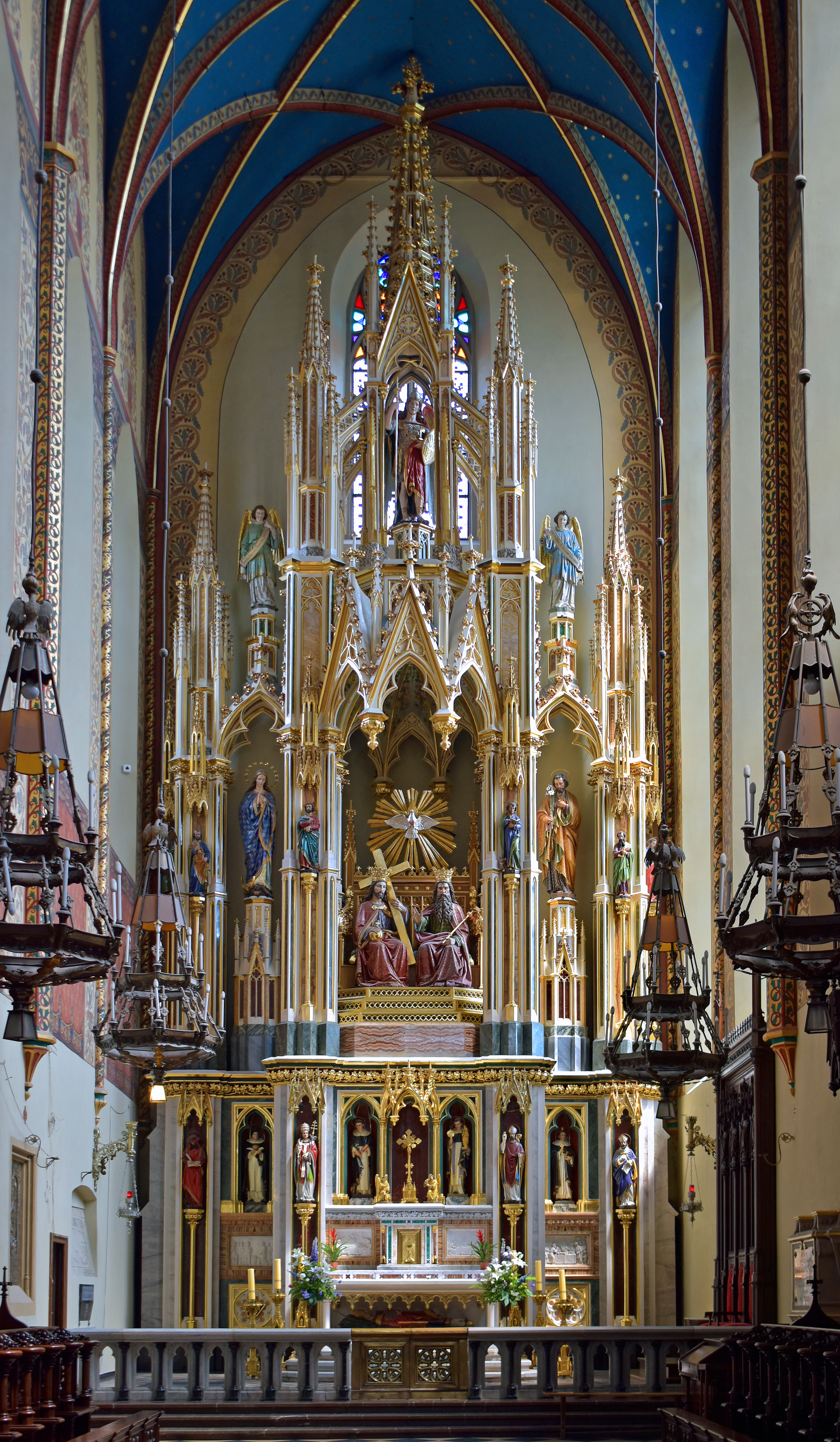
Bàn thờ chính (2020)
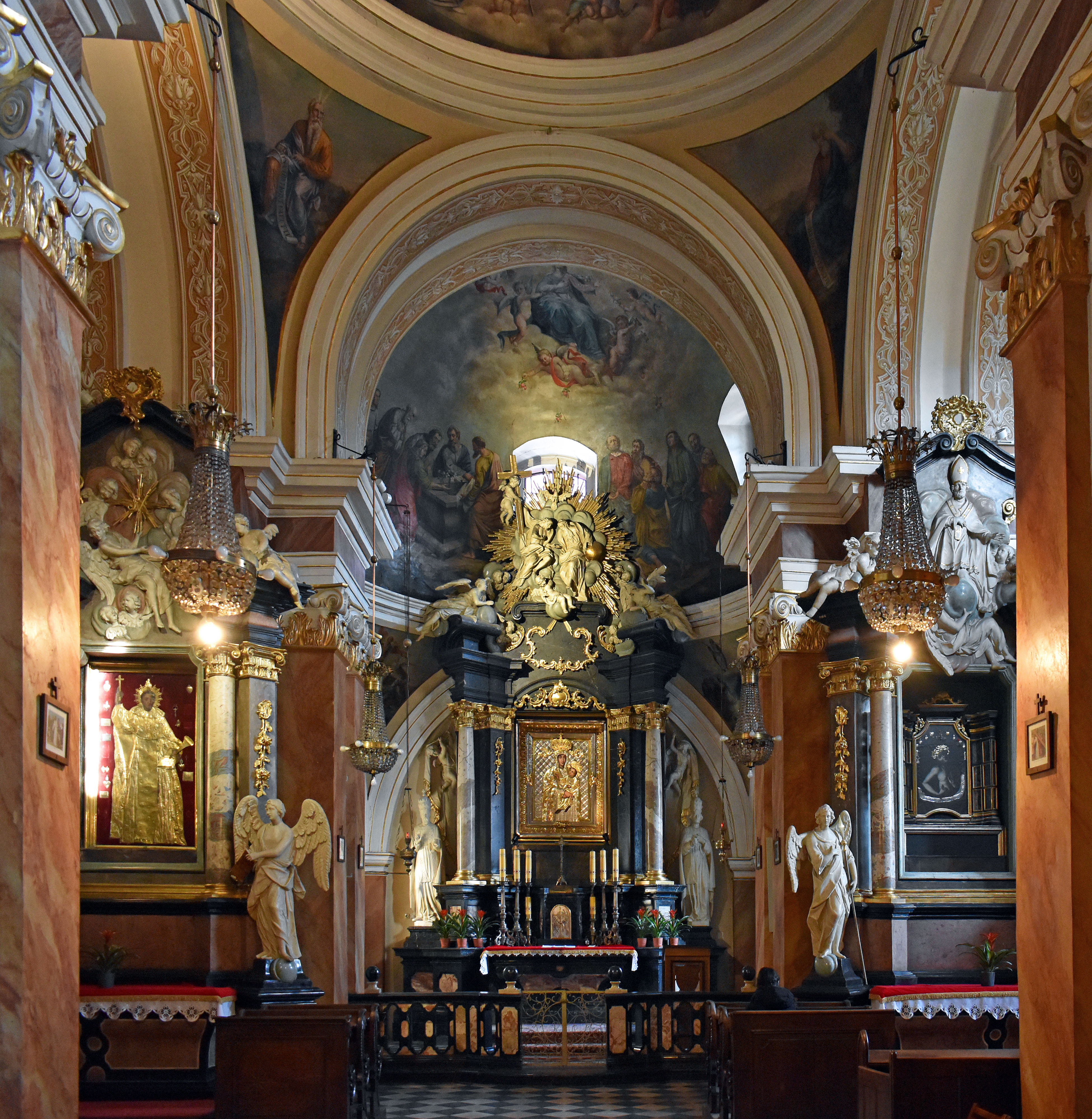
Nhà nguyện Đức Mẹ Mân Côi (2021)